# Kyoukai no Rinne
Kyoukai no Rinne (яп. 境界のRINNE Кё:кай но Риннэ) — манга, написанная и проиллюстрированная Румико Такахаси. Выходит в журнале Weekly Shonen Sunday издательства Shogakukan с апреля 2009 года. Серия лицензирована компанией Viz Media и выпускается в Северной Америке.

## Сюжет
Действие сюжета разворачивается вокруг Сакуры Мамии, девочки, которую в детстве похитили призраки, после чего у неё появилась возможность видеть им подобных. Такой экстрасенсорный дар ей был не нужен и она хотела избавиться от него. Однако однажды она встречает синигами по имени Риннэ Рокудо, который и меняет мировоззрение Сакуры.

## Персонажи

### Основные
- Риннэ Рокудо (яп. 六道　りんね Рокудо: Риннэ)

Заглавный персонаж сюжета. Наполовину человек — наполовину синигами. Проживает в заброшенном здании клуба. По мере развития сюжета начинает испытывать чувства к Сакуре. Его имя происходит от риннэ, названия цикла перерождения в буддизме.
- Сакура Мамия (яп. 真宮　桜 Мамия Сакура)

Девочка, получившая в детстве способность видеть призраков. После знакомства с Риннэ не стала стесняться его ругать в тех случаях, когда считала, что его действия могут создать проблемы для друзей.

### Второстепенные
- Тамако (яп. 魂子)

Бабушка Риннэ, выглядящая как молодая синигами. Недовольна, когда её называют «тётенькой» (Сакура в детстве) или «бабушкой» (Риннэ). Любит когда её называют девушкой.
- Рокумон (яп. 六文)

Чёрный котёнок, помогающий синигами в их работе. Заключает контракт с Риннэ. Помогает разгонять зевак, превращаясь в страшного демона-кота.
- Цубаса Дзюмондзи (яп. 十文字 翼 Дзю:мондзи Цубаса)

Юноша, происходящий из семьи экзорцистов. Долгое время был безответно влюблён в Сакуру.
- Агэха (яп. 鳳)

Юная синигами, безответно влюбленная в Риннэ.